# 34135 Rahulsubra
34135 Rahulsubra è un asteroide della fascia principale. Scoperto nel 2000, presenta un'orbita caratterizzata da un semiasse maggiore pari a 3,1615877 au e da un'eccentricità di 0,1392523, inclinata di 0,93861° rispetto all'eclittica.